# Storybook - Il libro delle favole
Storybook - Il libro delle favole (Storybook) è un film del 1996 diretto da Lorenzo Doumani.

## Trama
Brandon ha otto anni e una grande passione per la lettura, attraverso la quale fugge dalla realtà. Il bambino è orfano di padre, un aviatore militare, ma non crede alla morte dell'uomo, benché la madre cerchi ripetutamente di convincerlo. Brandon si trasferisce con la madre in una vecchia casa, nella cui soffitta, almeno secondo quello che gli dice lo zio Monty, c'è un antico libro di favole che apre un passaggio verso un'altra dimensione. Brandon sale in soffitta, trova il libro e comincia a leggerlo: così viene letteralmente catapultato in un altro mondo, il regno di Favolandia. Qui, con l'aiuto di un gufo, un canguro e un boscaiolo, Brandon affronterà Malvidia, la perfida regina usurpatrice, e aiuterà un principe prigioniero a riprendere il trono.